# Катерина Шубич
Катерина Шубич (Катарина Хорватська) (хорв. Катарина Шубић, пол. Katarzyną Šubić; ? — 5 березня 1358) — хорватська шляхтанка з династії Шубичів, друга дружина князя Легниці і Бжега Болеслава III Марнотратника (23 вересня 1291 — 21 квітня 1352), княгиня Бжегська з 1352 року.

## Життєпис
Катерина була дочкою бана Хорватії Младена II Шубича та Олени Неманич, дочки короля Сербії Стефана Уроша III.
Катерина вийшла заміж за Болеслава III Марнотратника, князя Леґницького і Бреґського, в 1326, через чотири роки після смерті його першої дружини Маркети Чеської. Шлюб, який тривав майже двадцять шість років, був бездітним.
У 1342 Болеслав відмовився від Леґницького князівства на користь своїх синів Вацлава і Людвіка і пішов разом з Катериною в Бреґ, де вони залишалися до смерті Болеслава через десять років, 21 квітня 1352 року.
У своєму заповіті Болеслав III залишив князівство Бжезьке Катерині як удовиний наділ. Це був другий документально підтверджений випадок, коли польський князь з династії Пястів заповідав князівство своїй вдові як суверенній правительці: першою була Соломія фон Берґ, яка отримала в 1138 за заповітом свого чоловіка Болеслава III Кривоустого Ленчицю в довічного володіння. Вдовиний наділ залишався за спадкоємицею до кінця її життя і міг був загублений лише у двох випадках: якщо вона знову вийде заміж або стане черницею.
Катерина правила у Бреґзькому князівстві протягом шести років до своєї смерті у 1358 році, після чого Бреґ перейшов до її пасинків: Вацлава I Леґницького та Людвіка I Бреґського.